# Steve Hansen
Stephen William Hansen (Dunedin, 7 de maig de 1959) és un ex-jugador i entrenador de rugbi neozelandès que exercia en la posició de centre.

## Carrera
Hansen no va tenir una reconeguda carrera com a jugador, jugant de centre al Canterbury RFU era suplent normalment. Va guanyar la ITM Cup de 1983.
El 1987 va marxar a França entrant per una temporada al Atlantique Stade Rochelais on jugaria amb més regularitat. Es va retirar el 1989 amb trenta anys.

## Entrenador
Es va convertir en l'entrenador del Canterbury RFU el 1996, alhora que treballava com a assistent dels Crusaders, una de les franquícies neozelandeses del Super Rugby.

### Selecció de Gal·les
El 2002 va acceptar la oferta que se li va oferir per ser dl'entrenador dels Dragons Vermells (selecció de rugbi de Gal·les) per dos anys.

### Selecció de Nova Zelanda
En finalitzar el contracte amb Gal·les va ser cridat per l'aleshores entrenador dels All Blacks, Graham Henry, qui li va oferir el lloc d'assistent. Hansen va acceptar i el 2011 van guanyar el Mundial de Nova Zelanda 2011 i un cop finalitzats els partits d'aquest any, es va retirar de l'activitat deixant a Hansen com a entrenador. El 2015 Nova Zelanda tornaria a guanyar el mundial per segon cop consecutiu, aquest cop amb Steve com a entrenador.
El juliol de 2016 va renovar el seu contracte amb la Federació Neozelandesa per seguir al front de la selecció fins al 2019, any en què se celebrarà el novè mundial al Japó.

## Participacions en la Copa del Món
Amb Gal·les va disputar la Copa del Món d'Austràlia 2003 aconseguint l'objectiu d'assolir els Quarts de final.
| Mundial                       | Seu       | Equip   | resultat        | PJ | PG | PE | PP | pts + | pts - |
| ----------------------------- | --------- | ------- | --------------- | -- | -- | -- | -- | ----- | ----- |
| Copa del Món de Rugbi de 2003 | Austràlia | Gal·les | Quarts de final | 5  | 3  | 0  | 2  | 149   | 126   |

Amb Nova Zelanda va disputar el Mundial d'Anglaterra de 2015 aconseguint la tercera estrella per al seu país.
| Mundial                       | Seu        | Equip        | Resultat    | PJ | PG | PE | PP | pts + | pts - |
| ----------------------------- | ---------- | ------------ | ----------- | -- | -- | -- | -- | ----- | ----- |
| Copa del Món de Rugbi de 2015 | Anglaterra | Nova Zelanda | campió      | 7  | 7  | 0  | 0  | 290   | 97    |
| Copa del Món de Rugbi de 2019 | Japó       | Nova Zelanda | tercer lloc | 7  | 5  | 1  | 1  | 250   | 72    |

## Palmarès
- Campió de la Copa del Món de Rugbi del 2015.
- Campió del Rugby Championship de 2012, Rugby Championship 2013, 2014 2015, 2016, 2017 i 2018.
- Campió de la ITM Cup de 2001.
- Campió de la ITM Cup de 1983 com a jugador.